# Greigia sodiroana
Greigia sodiroana Mez è una pianta della famiglia delle Bromeliacee.

## Distribuzione e habitat
Questa specie è diffusa in Ecuador e Colombia.
Il suo habitat naturale sono le foreste montane tropicali e subtropicali.